# Янг, Роберт Харли
Роберт Харли Янг (англ. Robert Harley Young; 4 марта 1929 — 5 ноября 1950) — солдат армии США. Служил в ходе Корейской войны. Посмертно удостоен медали почёта за свои действия 9 октября 1950, и был повышен в звании до капрала. Похоронен на национальном кладбище «Золотые ворота» в Сан-Бруно, штат Калифорния, США.

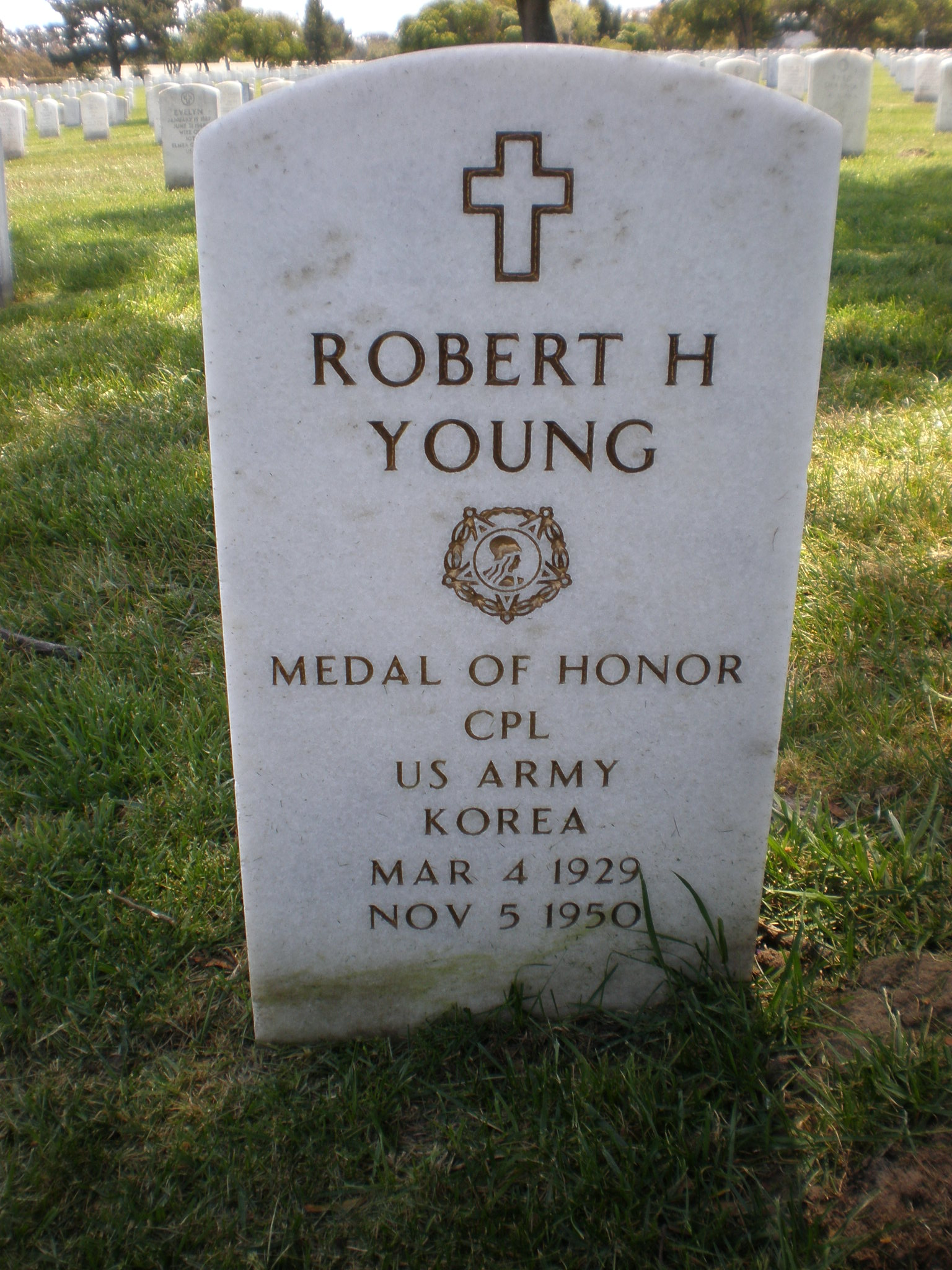
Могила Роберта Янга.

## Наградная запись к медали Почёта
Ранг и часть: рядовой первого класса армии США роты Е 8-го кавалерийского полка первой кавалерийской дивизии
Место и дата: к северу от Кэсона, Корея, 9 октября 1950
Поступил на службу из: Вальехо, Калифорния. Родился: 4 марта 1929 в г. Оровилл, Калифорния
G.O. No.: 65, 2 августа 1951
Запись
Рядовой первого класса Янг отличился благодаря видной доблести и отваге, выполняя свой долг в бою. Его рота, находясь в авангарде батальона, глубоко проникшего на вражескую территорию, внезапно попала под опустошительный шквал вражеского миномётного и автоматического перекрестного огня. Его товарищи получали тяжёлые ранения, сам Янг был ранен в лицо и плечо. Отказавшись от эвакуации, рядовой первого класса Янг остался на позиции и продолжал вести огонь по противнику пока не был ранен во второй раз. В то время он ожидал первой медицинской помощи близ командного поста роты, противник предпринял обходной манёвр. Проигнорировав медицинскую помощь, он вышел на открытую позицию и, стреляя с убийственной точностью, уничтожил пятерых неприятелей. Во время этой перестрелки он снова попал под вражеский огонь, повергший его на землю и разбивший его каску. Позднее, когда танк поддержки выдвинулся вперёд рядовой первого класса Янг так и не получив медпомощь корректировал танковый огонь, уничтоживший три вражеские орудийные позиции и облегчил наступление роты. Раненый вновь разрывом миномётного снаряда и оказывая помощь нескольким своим раненым товарищам он потребовал чтобы сначала эвакуировали всех других. На протяжении всего боя лидерство и боевой инстинкт, продемонстрированные рядовым Янгом оказали глубокое влияние на поведение роты. Его агрессивное поведение повлияло на весь ход боевых действий и обеспечило их успех. Своим бесстрашием, мужеством и отвагой рядовой Янг заслужил высочайшую честь и поддержал уважаемые традиции армии США.
Оригинальный текст (англ.)
Rank and organization: Private First Class, U.S. Army, Company E, 8th Cavalry Regiment, 1st Cavalry Division
Place and date: North of Kaesong, Korea, October 9, 1950
Entered service at: Vallejo, Calif. Birth: March 4, 1929, Oroville, California
G.O. No.: 65, August 2, 1951.
Citation
Pfc. Young distinguished himself by conspicuous gallantry and intrepidity above and beyond the call of duty in action. His company, spearheading a battalion drive deep in enemy territory, suddenly came under a devastating barrage of enemy mortar and automatic weapons crossfire which inflicted heavy casualties among his comrades and wounded him in the face and shoulder. Refusing to be evacuated, Pfc. Young remained in position and continued to fire at the enemy until wounded a second time. As he awaited first aid near the company command post the enemy attempted an enveloping movement. Disregarding medical treatment he took an exposed position and firing with deadly accuracy killed 5 of the enemy. During this action he was again hit by hostile fire which knocked him to the ground and destroyed his helmet. Later when supporting tanks moved forward, Pfc. Young, his wounds still unattended, directed tank fire which destroyed 3 enemy gun positions and enabled the company to advance. Wounded again by an enemy mortar burst, and while aiding several of his injured comrades, he demanded that all others be evacuated first. Throughout the course of this action the leadership and combative instinct displayed by Pfc. Young exerted a profound influence on the conduct of the company. His aggressive example affected the whole course of the action and was responsible for its success. Pfc. Young's dauntless courage and intrepidity reflect the highest credit upon himself and uphold the esteemed traditions of the U.S. Army
— 

## Награды
- Медаль Почёта
- Медаль Пурпурное сердце